# Ravni kotari
Ravni kotari – kraina geograficzna-historyczna w Chorwacji, część północnej Dalmacji. Rozpościera się od krasu Bukovica na północnym wschodzie do rzeki Krka i Prukljanskiego jezera na południowym zachodzie.

## Geografia
Obejmuje obszar fliszowy i wzgórza Gologuz i Mijanca. Miejscowe gleby są najżyźniejsze w regionie. Główną miejscowością jest Benkovac. Przez Ravni kotari przebiega autostrada A1 z Zagrzebia do Splitu.

## Historia

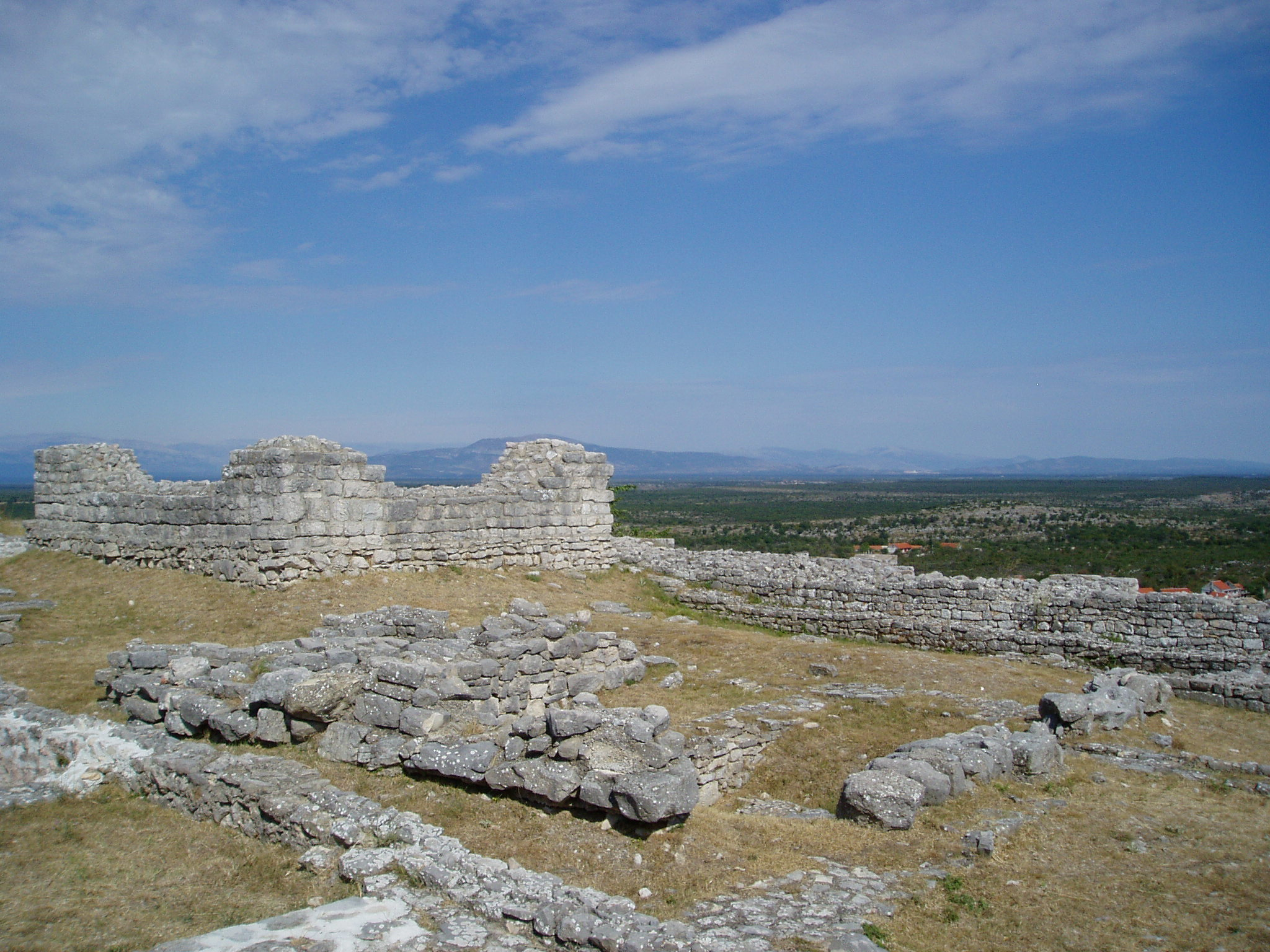
Ruiny w Bribirze

Najstarsze znaleziska archeologiczne pochodzą z V tysiąclecia p.n.e. W Stankovci, Benkovacu i Miranju znajdują się ruiny pochodzące z czasów rzymskich. Chrześcijaństwo pojawiło się w tym regionie w IV wieku. We wczesnym średniowieczu funkcjonowały tu ważne ośrodki państwa chorwackiego, tj. Nin, Karin, Bribir i Ostrovica. W XI wieku w okolicach Vrany założono klasztor benedyktynów. 
W 1409 roku Ravni kotari przeszły pod panowanie Republiki Weneckiej, a pomiędzy XV a XVI wiekiem w większości pod panowanie osmańskie, stanowiąc obszar przygraniczny. W tym czasie było to miejsce migracji ludności z Bośni i innych części Dalmacji. Na przełomie XVII i XVIII wieku region stał się częścią monarchii habsburskiej. 
W trakcie wojny w Chorwacji Ravni kotari były areną walk chorwacko-serbskich i znacznie ucierpiał.